# Kuyun Toa
Kuyun Toa is een bestuurslaag in het regentschap Aceh Tengah van de provincie Atjeh, Indonesië. Kuyun Toa telt 376 inwoners (volkstelling 2010).